# Antifer ultra
Antifer ultra es una especie extinta del género Antifer de la familia Cervidae. Es la especie de cérvido con registro más antiguo de América del Sur; vivió desde el Plioceno tardío, y todo el Pleistoceno hasta el Holoceno temprano, con un biocrón que cubre el Ensenadense y el Lujanense, en el centro-sur de Sudamérica.

## Taxonomía
Esta especie fue descrita originalmente por el paleontólogo argentino Ameghino en el año 1889. El ejemplar tipo es el: MLP 9-20.
Su validez, al igual que la de su género, fue durante mucho tiempo cuestionada por diversos autores, hasta que en el año 1932 Kraglievich dio los argumentos definitivos que demostraron la efectiva existencia de Antifer como una entidad genérica independiente, estableciendo así mismo las dos especies que le son reconocidas como integrantes del mismo.

## Distribución
Esta especie se distribuyó en el sur del Brasil, Chile central, Uruguay, y las pampas del centro de la Argentina. 
Argentina.
- provincia de Buenos Aires
- provincia de Corrientes
- provincia de Entre Ríos
  - arroyo Ensenada, departamento Diamante.[10] Formación Arroyo Feliciano; Edad Lujanense sensu stricto.

Brasil.
- Río Grande del Sur
  - Oeste del estado (formación Touro Passo)
  - Santa Vitoria do Palmar.[11]

Chile.
- Región de Coquimbo
  - Yacimiento arqueológico Quebrada de Quereo I y II. (31°55′S-71°34′W)
- Región de O'Higgins
  - Yacimiento arqueológico Taguatagua 1 (TT-1) y 2 (TT-2) (34°30′S-71°06′W)

Uruguay.
- Departamento de Salto
  - Formación Sopas

## Características
Las astas de Antifer ultra y Antifer ensenadensis poseen una morfología muy distinta, en especial en el pedúnculo. La primera especie se la puede separar por su mayor tamaño. Además suele presentar una convexidad del borde posterior de las astas encima de la base, y cierta inclinación del candil terminal de la rama posterior, lo cual genera poca divergencia de las ramificaciones terminales entre sí. El pedúnculo y la roseta son subcilíndricos. Las astas muestran unas características estrías y surcos longitudinales, las que la recorren tanto en su cara interna como en la externa.  

## Hábitos y causas de su extinción
A esta especie se la relaciona a hábitat cálidos abiertos, próximos a humedales en sabanas arbustivas, no a ecosistemas forestales de canopia cerrada. Pastarían siempre atentos al peligro que representaban los variados predadores carnívoros. Su dieta era completamente herbívora.
Esta especie vivió hasta el Holoceno temprano, por lo que convivió durante algunos milenios con las primeras oleadas humanas llegadas a América del Sur, es decir los primitivos amerindios. Estos, según los especialistas, ejercieron una presión cazadora que podría haber afectado el equilibrio poblacional de muchas de las especies de megafauna sudamericana, lo que podría ser una de las causas de su completa extinción.